# Marcador social
Um marcador social é um sinal discernível que dá uma pista sobre a identidade de grupo da pessoa que o possui. É frequentemente usado por membros da elite para indicar sua posição dominante por meio da aparência, fala, vestimenta, escolha de alimentos e dos rituais de socialização, os chamados marcadores de classe.
Os marcadores delimitam as fronteiras entre os grupos sociais, conectando uma pessoa aos membros do "endogrupo"  (semelhantes a ela) e, ao mesmo tempo, separando-a dos membros do "exogrupo" (diferentes dela).

## Língua e fala
Em sociolinguística, um marcador social é uma indicação da posição social do falante fornecida tanto por meios linguísticos (escolha da língua ou línguas, estilo de linguagem, sotaque, dialeto, alternância de código) e paralinguísticos (tom e tom de voz). Essas pistas podem indicar o contexto da fala, e as mais conhecidas definem o grupo social do falante: idade, sexo e gênero, classe social, etnia. Por exemplo, um britânico médio não teria problemas em identificar um americano ou australiano e, muito provavelmente, um nativo de Exeter ou Liverpool, através dos seus padrões de fala.
O elevado estatuto social está normalmente associado ao prestígio da variedade norma-padrão (por exemplo, da Received Pronunciation na Grã-Bretanha). Os marcadores sociais associados à fala, juntamente com outras formas de capital social, estão entre os mais difíceis de adquirir ao subir na hierarquia social. O uso de uma variedade não padrão de linguagem também pode trazer benefícios sociais, e esse fenômeno é chamado de "prestígio encoberto".

## Vestuário
A roupa é provavelmente o marcador social mais facilmente observável; no século XXI, ela se manifesta como marcas "muito caras".
Timothy Reuter aponta a importância crucial da roupa como um marcador na Idade Média: os aristocratas "estavam dispostos a arriscar [...] suas almas imortais por causa de um casaco de zibelina" (Adão de Bremen, século XI), ao mesmo tempo que limitavam a disponibilidade de materiais caros (peles, tecidos de cores vivas) para o resto da população (cf. as leis suntuárias que se espalharam no século XII).

## Aparência
Na Europa medieval, os nobres eram facilmente reconhecidos apenas pela aparência: comiam mais (e melhor) comida e eram fisicamente maiores (os humanos modernos são muito mais altos do que os plebeus medievais, mas tinham aproximadamente a mesma altura dos nobres da mesma época), e os membros da nobreza que adoeciam eram, em grande parte, mantidos fora de vista (em mosteiros por exemplo), o que dava a impressão de que não havia problemas físicos ou mentais entre eles.
Os dentes e (mais tarde) o acesso à odontologia têm sido usados como um marcador social desde o Neolítico.

## Alimentação
A alimentação representa uma linha de demarcação para as elites (caviar, champanhe, queijo de cabra), este marcador de classe foi comentado desde a Antiguidade Clássica (cf. obras de Mozi para a perspectiva chinesa antiga). O grupo em ascensão imita as elites, por isso, no passado, as leis suntuárias eram usadas para restringir o consumo de alimentos da elite (como botos ou esturjões na Inglaterra medieval) pelas massas.

## Uso de tabaco
O uso de tabaco e substâncias semelhantes tem sido empregado como marcador social diversas vezes para delimitar diferentes grupos:
- Na década de 1990, o fumo entre os adolescentes era um marcador social de "ser cool" (descolado);[12]
- O uso de rapé originalmente era um ritual das elites que, ao contrário de muitas outras formas de ingestão, permitia a interação social entre os dois sexos. No entanto, no início do século XIX, perdeu popularidade e gradualmente foi associado à população rural e às classes mais baixas;[13]
- Os charutos substituíram o rapé como um símbolo das classes (relativamente) mais altas, enquanto os pobres continuaram a usar cachimbo. e de masculinidade. Os charutos também passaram a ser associados à masculinidade, sendo uma prática excluída para as mulheres. O uso de charutos foi imitado pelos grupos menos ricos;[14]
- Mascar tabaco tornou-se brevemente um marcador de classe dos proprietários rurais durante a democracia jacksoniana da década de 1830. O ato decididamente indelicada de mastigar e cuspir em público carregava prestígio como um sinal de um homem rural assertivo que "era tão bom... quanto qualquer chamado cavalheiro".[15]